# Maison du Heaume
La « Maison du Heaume » (Den helm en néerlandais) est une maison de style baroque située au numéro 34 de la Grand-Place de Bruxelles en Belgique, entre la rue Chair et Pain et la « Maison du Paon », au nord de la place.

## Historique
Après la destruction des maisons de la Grand-Place lors du bombardement de la ville par les troupes françaises de Louis XIV commandées par le maréchal de Villeroy en août 1695, la maison fut réédifiée probablement par Pierre van Dievoet,.
Au XVIIIe siècle, elle portait le nom de « Gulden Helm » (Heaume d'Or) .
La façade avant est restaurée d'après des plans signés par François Malfait en 1920, avec utilisation de pierre de Balegem, de pierre de Gobertange, de pierre d'Euville et de pierre bleue.
À l'heure actuelle, son rez-de-chaussée la "Brussels Brasserie".

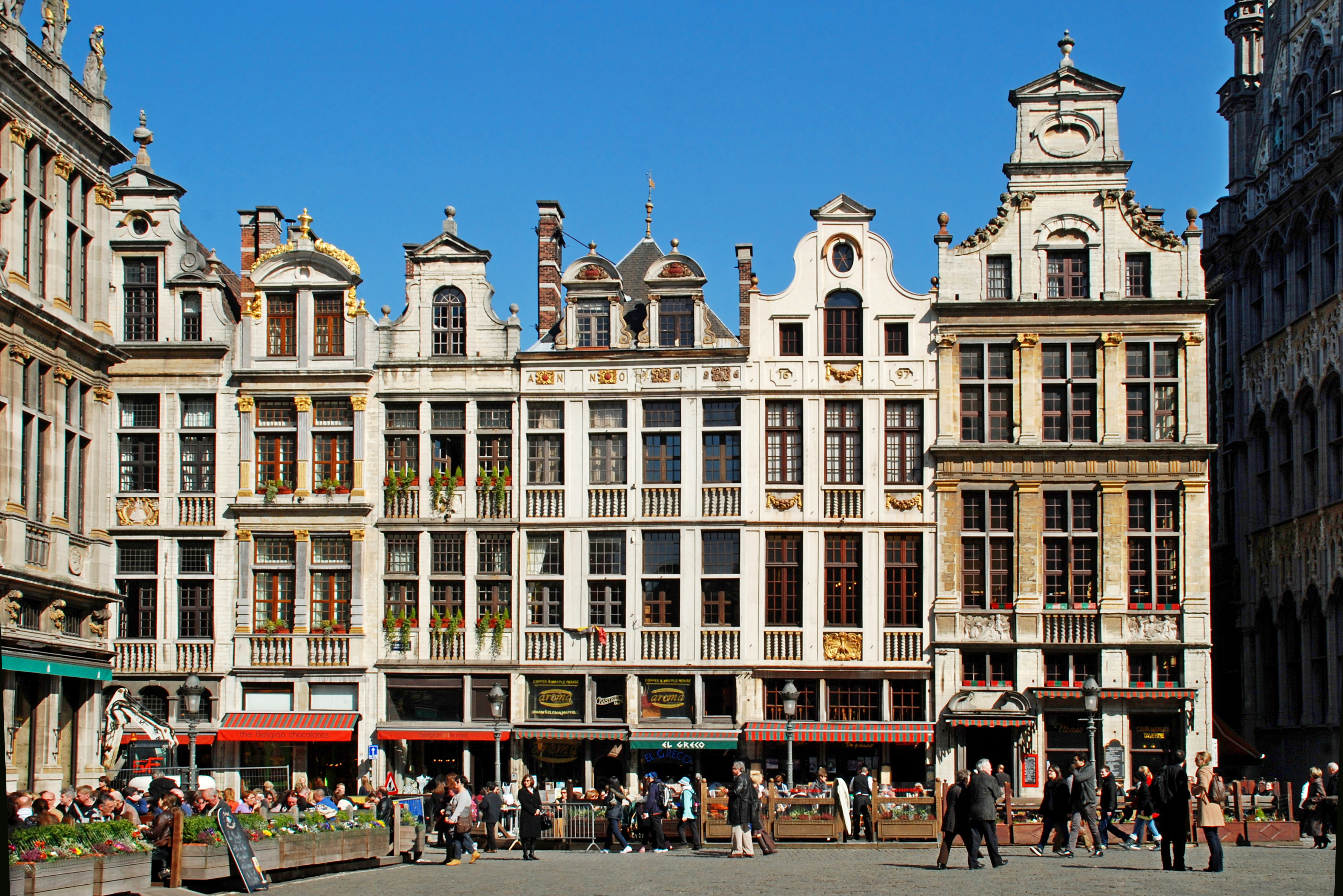
La Maison du Heaume (à droite) et ses voisines, sur le côté nord-est de la Grand-Place.

## Classement
Les façades et les toitures de toutes les maisons qui bordent la Grand-Place font l'objet d'un classement au titre des monuments historiques en tant qu'ensemble depuis le 19 avril 1977 sous la référence globale 2043-0065/0.
Le classement a été étendu à d'autres parties du bâtiment le 7 novembre 2002, sous la référence 2043-0065/034.

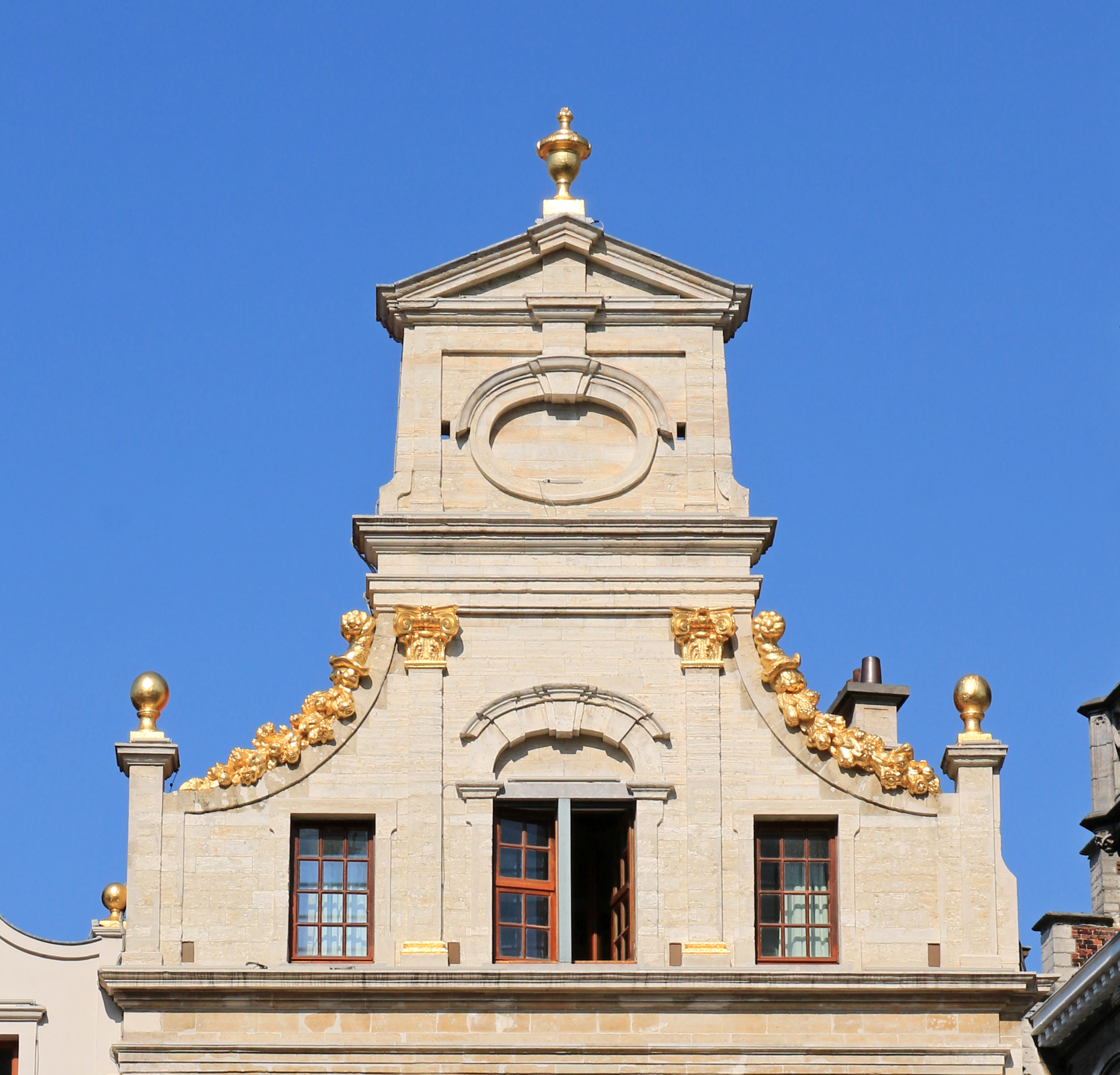
Le pignon surmonté d'un fronton triangulaire.

## Architecture
La « Maison du Heaume », édifiée en pierre de taille, présente une façade composée de trois travées.
Le rez-de-chaussée présente une porte surmontée d'un fronton courbe brisé et est surmonté d'un entresol.
Le premier étage est orné de grandes fenêtres à meneaux séparées par des pilastres surmontés de chapiteaux toscans dorés supportant un entablement dont l'architrave est ornée de triglyphes partiellement dorées. Les allèges des fenêtres des travées latérales de ce premier étage sont ornées de bas-reliefs de Frans Huygelen remplaçant les originaux de Pierre van Dievoet tandis que l'allège de la travée centrale est ornée de balustres torses.
Les fenêtres à meneaux du second étage sont séparées par des pilastres à chapiteaux ioniques dorés.
La façade est couronnée par un pignon composé de deux registres. Le registre inférieur compte trois travées séparées par des pilastres à chapiteau composite supportant un entablement. La travée centrale comprend une fenêtre à piédroits et impostes saillants portant un arc en anse de panier à clef et claveaux saillants, surmonté d'un larmier. Les travées latérales du fronton sont surmontées de guirlandes de fruits et de boules. Le registre supérieur est orné d'un grand œil-de-bœuf ovale et aveugle sous larmier, surmonté d'un fronton triangulaire sommé d'un vase de pierre.

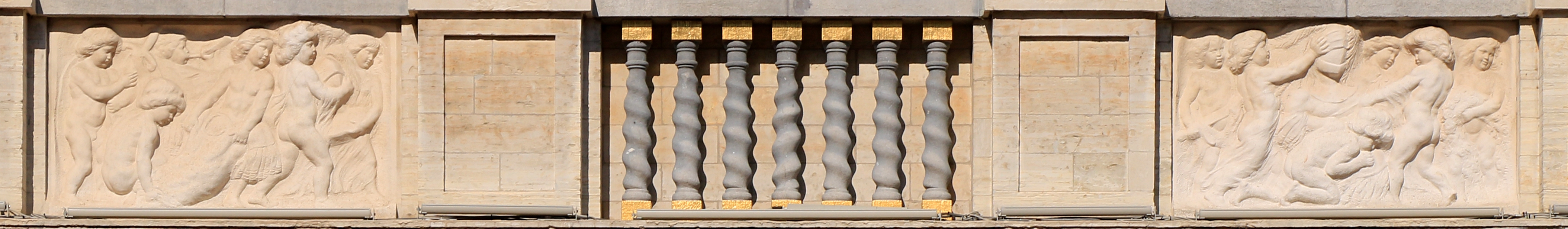
Bas-reliefs signés Huygelen et balustres torses.